# Retignano
Retignano település Olaszországban, Toszkána régióban, Lucca megyében. Lakosainak száma 360 fő. Retignano Levigliani, Montalto, Volegno, Ruosina, Monte Castello (Apuan Alps) és Terrinca községekkel határos.

## Népesség
A település lakossága az elmúlt években az alábbi módon változott: